# Dominio de factorización única
Un dominio de factorización única (DFU) es una estructura algebraica, específicamente, es un dominio de integridad en el cual todo elemento se descompone de forma única (salvo producto por unidades) como producto de elementos primos (o elementos irreducibles). En los DFU se verifica que un elemento es primo si y sólo si es irreducible.

## Ejemplos
Por ejemplo, el anillo de los números enteros es un caso particular de DFU, pero por lo general, no todo anillo es DFU; es fácil comprobar que en el anillo {\displaystyle \mathbb {Z} [{\sqrt {-5}}]} ciertos elementos admiten más de una factorización. 
Así, {\displaystyle 6=2\cdot 3=(1+{\sqrt {-5}})(1-{\sqrt {-5}})}, y los cuatro factores son irreducibles no asociados y no son unidades. Es un ejemplo de Anillo de factorización, pero no única. De hecho en este mismo anillo los cuatro factores no son ideales primos, pues los ideales que generan en {\displaystyle \mathbb {Z} [{\sqrt {-5}}]} no lo son:
{\displaystyle 2={\mathfrak {a\cdot b}}}
{\displaystyle 3={\mathfrak {c\cdot d}}}
{\displaystyle (1+{\sqrt {-5}})={\mathfrak {a\cdot c}}}
{\displaystyle (1-{\sqrt {-5}})={\mathfrak {b\cdot d}}}
por lo tanto
{\displaystyle 6={\mathfrak {a\cdot b\cdot c\cdot d}}}
Un resultado importante sobre este tipo de anillos es que si A es un DFU entonces A[X] también lo es.

## Proposiciones
- Todo dominio de ideales principales es un dominio de factorización única.

- El anillo de números enteros Z es un dominio de factorización única.[1] Esto se conoce como el Teorema fundamental de la aritmética.